# Тот, кто прошёл сквозь огонь
«Тот, кто прошёл сквозь огонь» (укр. ТойХтоПройшовКрізьВогонь) — художественный фильм украинского режиссёра Михаила Ильенко 2011 года. Главные роли исполнили Дмитрий Линартович, Виталий Линецкий и Ольга Гришина.

## Сюжет
Иван Додок стал военным лётчиком, затем — Героем Советского Союза. Прошёл немецкий плен, затем советские лагеря, оказывался в Канаде, где местное индейское племя сделало его своим вождём.
Прототип главного героя фильма Иван Даценко был лётчиком-асом Второй Мировой Войны, Героем Советского Союза, гвардии старшим лейтенантом. Родился в селе Чернечий Яр, близ Диканьки, по легенде, после прохождения нацистского плена и советских лагерей попал в Канаду, где в дальнейшем его выбрали вождём индейского племени могавков, которое входит в конфедерацию ирокезов.

## В ролях
- Дмитрий Линартович — Иван Додока
- Виталий Линецкий — Степан Шулика
- Ольга Гришина — Любовь Каримова
- Иванна Ильенко — Тень ласточки
- Алексей Колесник — вождь индейцев
- Олег Примогенов — связной
- Виктор Андриенко — Смирнов
- Александр Игнатуша — Угрюм-Река
- Артём Антонченко — Николай Ерёмин
- Галина Стефанова — баба Стефа
- Марина Юрчак — Надежда Ракитина
- Николай Боклан — Орест (отец Ивана)
- Сергей Соловьёв — Ракитин
- Ирина Бардакова — Маргарита[3]
- Денис Карпенко — Жерар
- Владимир Левицкий — Угол
- Олег Цьона — Палёный
- Сергей Федоренко — старшина
- Лев Левченко — Ваня (сын Ивана)
- Ярослав Белоног — маленький Иван

## Создание
Режиссёром фильма выступил Михаил Ильенко.
В основном съёмки происходили на Украине в 2008—2010 годах. Работали в Киеве, Киевской области. Много съёмок проходило в студенческом академгородке под Ржищевом, а также в городе Каменец-Подольский и его окрестностях. Были использованы руины старых зданий и специально построенный макет самолёта. Один из эпизодов был снят в Андах на границе Аргентины и Чили.
Бюджет — более 16 миллионов гривен. Вклад продюсерского центра «Инсайт-Медиа» — 6 млн. 627 тыс. гривен, вторым источником было государственное финансирование.

## Награды
Гран-При на III международном Киевском кинофестивале (2011).
В 2012 году фильм выдвигался от Украины на премию «Оскар» в номинации «Лучший фильм на иностранном языке», но не попал в финальный список номинантов.
В 2015 году фильм должен был быть показан на «V фестивале России и других стран Содружества» в Тбилиси. Однако режиссёр Михаил Ильенко снял картину с показа и отказался от участия в фестивале, аргументируя это, в том числе, заключением в России украинского режиссёра Олега Сенцова.